# Arnos
Arnos település Franciaországban, Pyrénées-Atlantiques megyében. Lakosainak száma 134 fő (2022. január 1.). Arnos Uzan, Boumourt, Casteide-Cami, Doazon, Géus-d’Arzacq és Pomps községekkel határos.

## Népesség
A település népességének változása:
| Lakosok száma | 71   | 85   | 92   | 103  | 113  | 123  | 130  | 134  | 136  | 134  |
|               | 2010 | 2013 | 2015 | 2016 | 2017 | 2018 | 2019 | 2020 | 2021 | 2022 |